# Canal 13 (Argentinien)

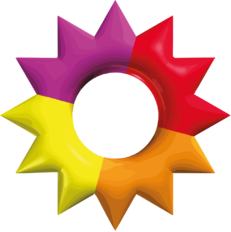
Logo

Canal 13 (genannt el trece) ist ein argentinisches Fernsehsender-Netzwerk. Der Sender hat seinen Hauptsitz in Buenos Aires. Außerhalb dieser Provinz strahlt er einen Großteil seines Programms über Partnersender aus, die auch Eigenproduktionen senden.
Canal 13 begann seinen Sendebetrieb im Jahr 1960, als er durch ein Konsortium von Time Life, der kubanischen Gesellschaft Goar Mestre und CBS betrieben wurde. 1974 wurde der Sender verstaatlicht und in der Militärdiktatur 1976 unter die Kontrolle der Marine gestellt. 1983 verblieb er beim argentinischen Staat, bis er 1990 erneut privatisiert wurde. Die Betreibergesellschaft Arte Radiotelevisivo Argentina S.A., auch unter dem Namen Artear bekannt, hat bis heute die Lizenz inne; ihr größter Aktionär ist die Clarín-Gruppe. Seit 1996 ist auch die Produktionsgesellschaft Pol-Ka an Canal 13 beteiligt, die einen großen Teil der Shows produziert.
Heute ist Canal 13 von der Zuschauerzahl und den Werbeeinnahmen her traditionell der zweitwichtigste Sender hinter Telefe, da er wie dieser ein landesweites Netz von Partnersendern besitzt. Zwischen beiden Sendern werden zeitweise regelrechte Quotenkriege ausgetragen, in denen die Prime-Time-Programme (in Argentinien zwischen 20 und 24 Uhr) gegeneinander antreten.
Das Programm ist durch einen Mix aus Telenovelas, Unterhaltungssendungen (Reality-TV und Spielshows), vier Nachrichtensendungen pro Tag sowie am Wochenende Spielfilmen geprägt.

## Partnersender
- Canal 3 – Rosario
- Canal 12 – Córdoba
- Canal 10 – San Miguel de Tucumán
- Canal 9 – Paraná
- Canal 9 – Resistencia